# Église Saint-Pierre de Jouques
Pour les articles homonymes, voir Église Saint-Pierre.
L'église Saint-Pierre de Jouques est une église située à Jouques, dans les Bouches-du-Rhône. 

## Histoire
L'église est construite au XIe siècle.
Le monument fait l'objet d'un classement au titre des monuments historiques depuis le 18 juillet 1994. 